# Wendisch Evern
Wendisch Evern est une commune allemande de l'arrondissement de Lunebourg, Land de Basse-Saxe.

## Géographie
Wendisch Evern se situe dans la lande de Lunebourg.
|               | Lunebourg      | Barendorf |
| Deutsch Evern | Wendisch Evern |           |
|               | Bienenbüttel   | Vastorf   |

Wendisch Evern se trouve sur la ligne de Wittenberge à Buchholz et sur la canal latéral de l'Elbe.

## Histoire
La date de fondation exacte du village est inconnu. Il pourrait avoir pour fondateur un Lombard appelé "Ibur" (lat. "Everardus" = "Eber"). Après le retrait des Lombards dans le cadre des migrations de masse à partir du Ve siècle ou Vie siècle, les Lombards sont remplacés à l'est par des Wendes (Slaves) et à l'ouest par des Saxons ("Allemands"). La frontière entre les deux peuples est délimitée par l'Ilmenau. En 805, Charlemagne autorise ceux qui veulent faire des affaires avec les Wendes à traverser la rivière. C'est alors que les villages prennent leurs noms de Wendisch Evern et de Deutsch Evern.

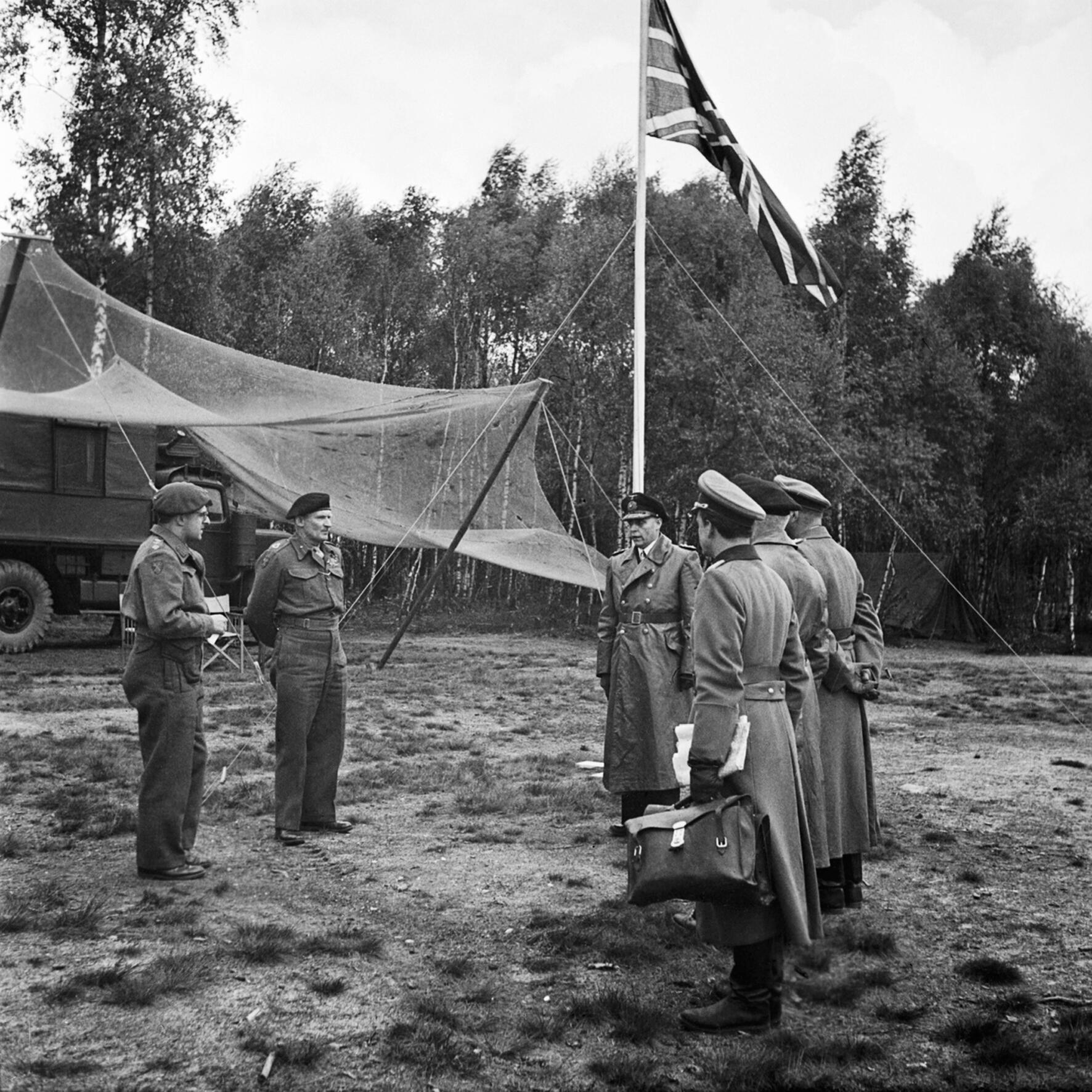
Le Field Marshal Bernard Montgomery recevant la délégation allemande.

Lors de la Seconde Guerre mondiale, sur le Timeloberg, à l'est de Wendisch Evern, une délégation allemande dirigée par Hans-Georg von Friedeburg signe le 4 mai 1945 en présence du Field Marshal Bernard Montgomery la capitulation des trois armées allemandes opérant dans le nord-ouest de l'Allemagne. Avec cette signature, la Seconde Guerre mondiale prend fin dans le nord-ouest de l'Allemagne.
Après la guerre, un monument est érigé sur la colline appelé par les Britanniques "Victory Hill", il est démantelé en 1958 et reconstruit par l'Académie royale militaire de Sandhurst. Le site se trouve maintenant dans une zone militaire et n'est plus accessible. En 1995, une pierre est posée à l'abord de la zone militaire.
Après le suicide de Heinrich Himmler en mai 1945, on croit que son corps pourrait avoir été enterré à Wendisch Evern à un endroit inconnu dans la zone militaire.

## Source de la traduction
- (de) Cet article est partiellement ou en totalité issu de l’article de Wikipédia en allemand intitulé « Wendisch Evern » (voir la liste des auteurs).